# Gare d'Obihiro
La gare d'Obihiro (帯広駅, Obihiro-eki) est une gare ferroviaire située dans la ville d'Obihiro, à Hokkaidō au Japon. Elle est exploitée par la compagnie JR Hokkaido.

## Situation ferroviaire
La gare est située au point kilométrique (PK) 180,1 de la ligne principale Nemuro.

## Historique
La gare est inaugurée le 21 octobre 1905.

## Service des voyageurs

### Accueil
La gare dispose d'un bâtiment voyageurs, avec guichets, ouvert tous les jours.

### Desserte
- Ligne principale Nemuro :
  - voies 1 à 4 : direction Kushiro
  - voies 2 à 4 : direction Shintoku, Takikawa et Sapporo